# Les Menuires
Les Menuires est une station de sports d'hiver de la vallée de la Tarentaise, située dans la commune de Les Belleville, dans le département de la Savoie en région Auvergne-Rhône-Alpes. Elle est inaugurée pour la saison hivernale de 1964-1965. La station appartient au domaine skiable des 3 Vallées.

## Géographie
La station se situe sur la commune des Belleville en Savoie, dans l'arrondissement d'Albertville. Accessible depuis Moûtiers, elle se situe en amont de Saint-Martin, mais en aval de la seconde station alpine de la commune, Val Thorens.

## Histoire
Le Conseil général de la Savoie, qui veut mettre en place une station de sports d'hiver, en Tarentaise, choisit dans un premier temps la vallée des Belleville, mais se trouve confronté aux gens de la vallée. Le choix se porte sur Courchevel. À la suite du succès de la nouvelle station voisine, le maire Nicolas Jay reprend l'idée du développement d'une station de ski, reprise par son successeur, le député Joseph Fontanet. On fait appel à un promoteur unique, la Société d'équipement de la vallée des Belleville (SODEVAB). Toutefois, l'expérience de ce promoteur unique est un échec.
Les bâtiments datant de la création de la station (1964), dans le cadre du Plan neige de 1964, étaient résolument modernes. Depuis quelques années, le style savoyard prend le relais de l'architecture citadine d'origine. Lors des Jeux olympiques d'hiver de 1992 d'Albertville et de la Savoie, la vallée des Belleville est choisie, malgré des réticences pour organiser une épreuve olympique. Les Menuires accueillent les épreuves du slalom spécial messieurs. Le slalom fut remporté par le norvégien Jagge, talonné par le champion italien Alberto Tomba.
En hiver, les touristes ont accès aux pistes de la station, ainsi qu'aux réseaux de pistes des « Trois vallées »: vallée des Belleville, des Allues (station de Méribel) et de Courchevel.

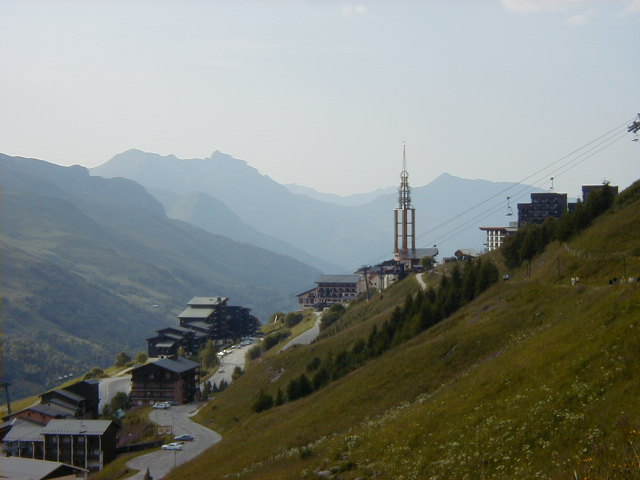
Les Menuires en été

En été, la station, entourée par des alpages verdoyants, permet la randonnée pédestre.
Le 12 février 2015, la station des Menuires célèbre ses 50 ans.

## Station

### Promotion et positionnement
La station est considérée et se positionne comme un lieu sportif, tout comme sa voisine Val Thorens ou encore Tignes.

### Urbanisme
Les Menuires sont organisés autour de cinq quartiers principaux : 
- Les Bruyères,
- Grand Reberty,
- Les Fontanettes,
- La Croisette,
- Preyerand.

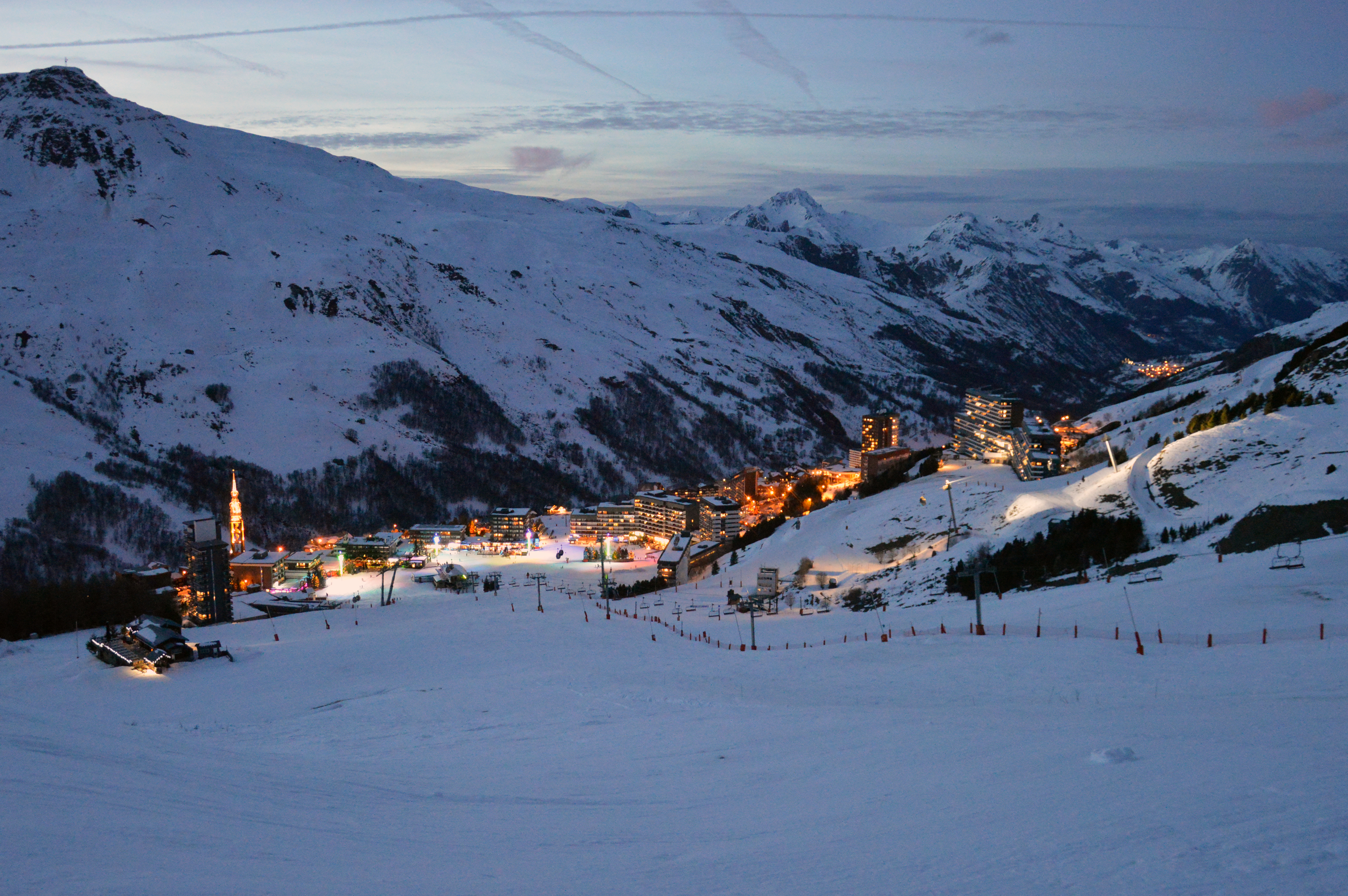
La Croisette en hiver et de nuit
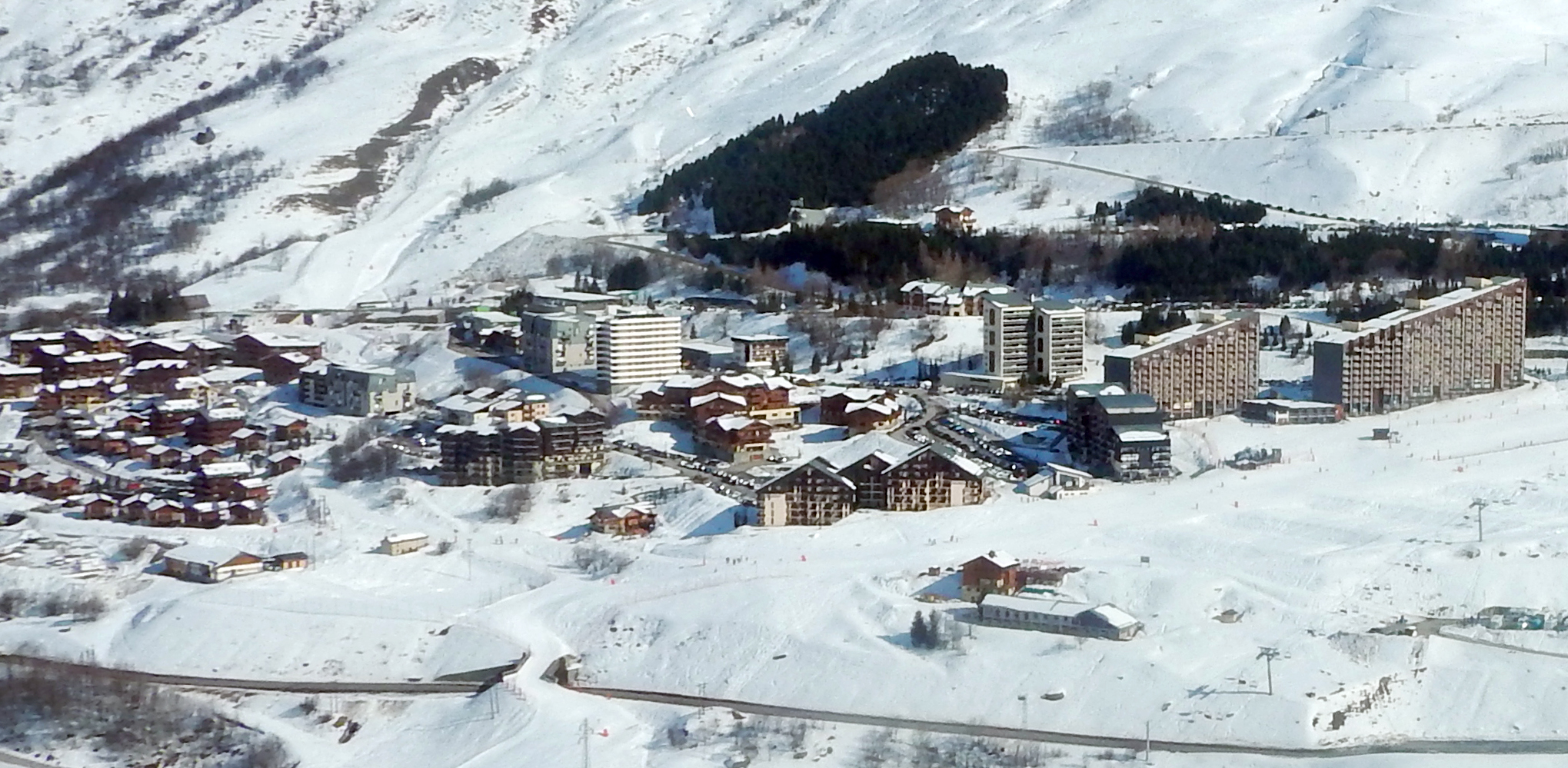
Preyerand
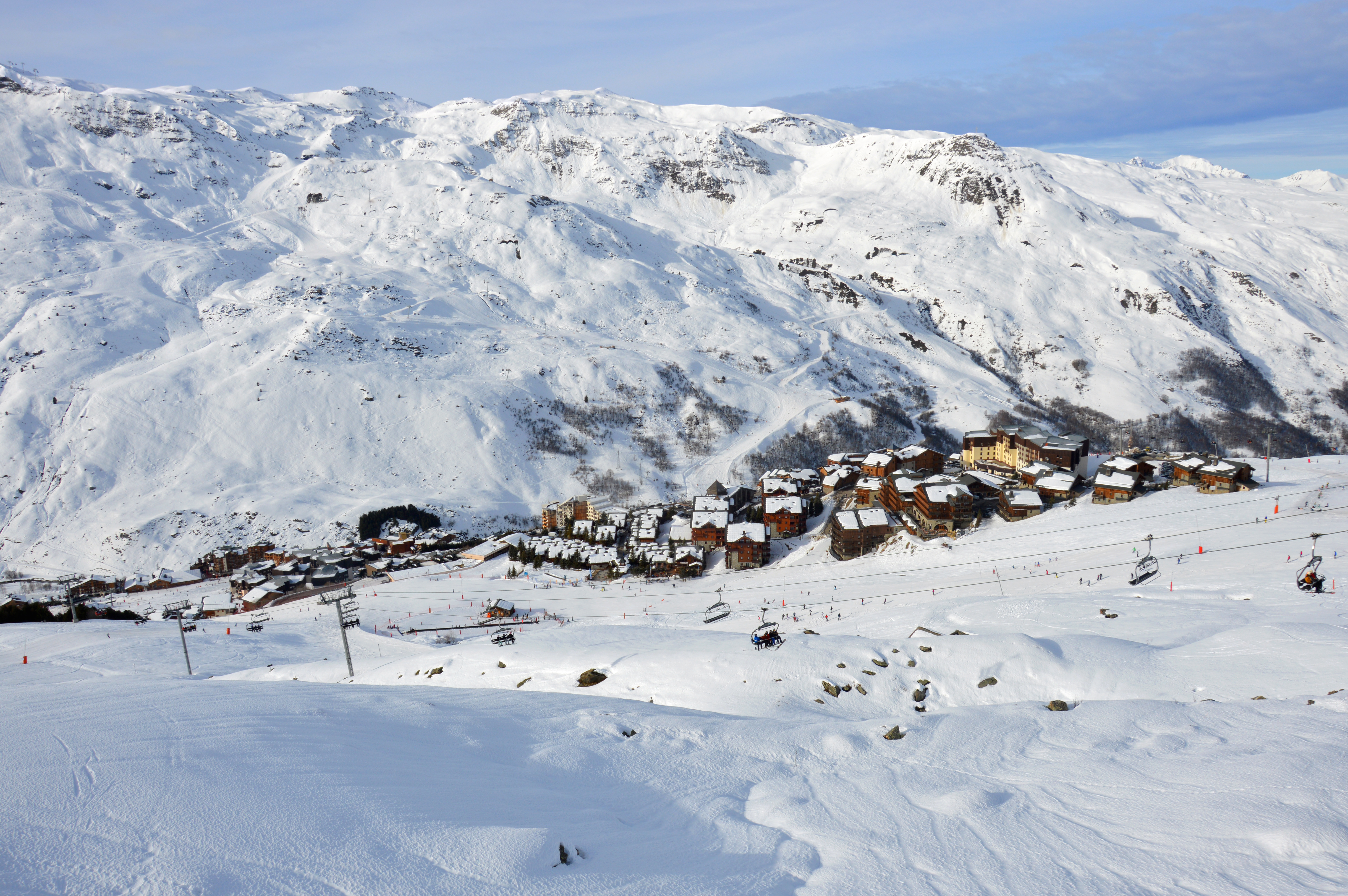
Les quartiers des Bruyères et Grand Reberty
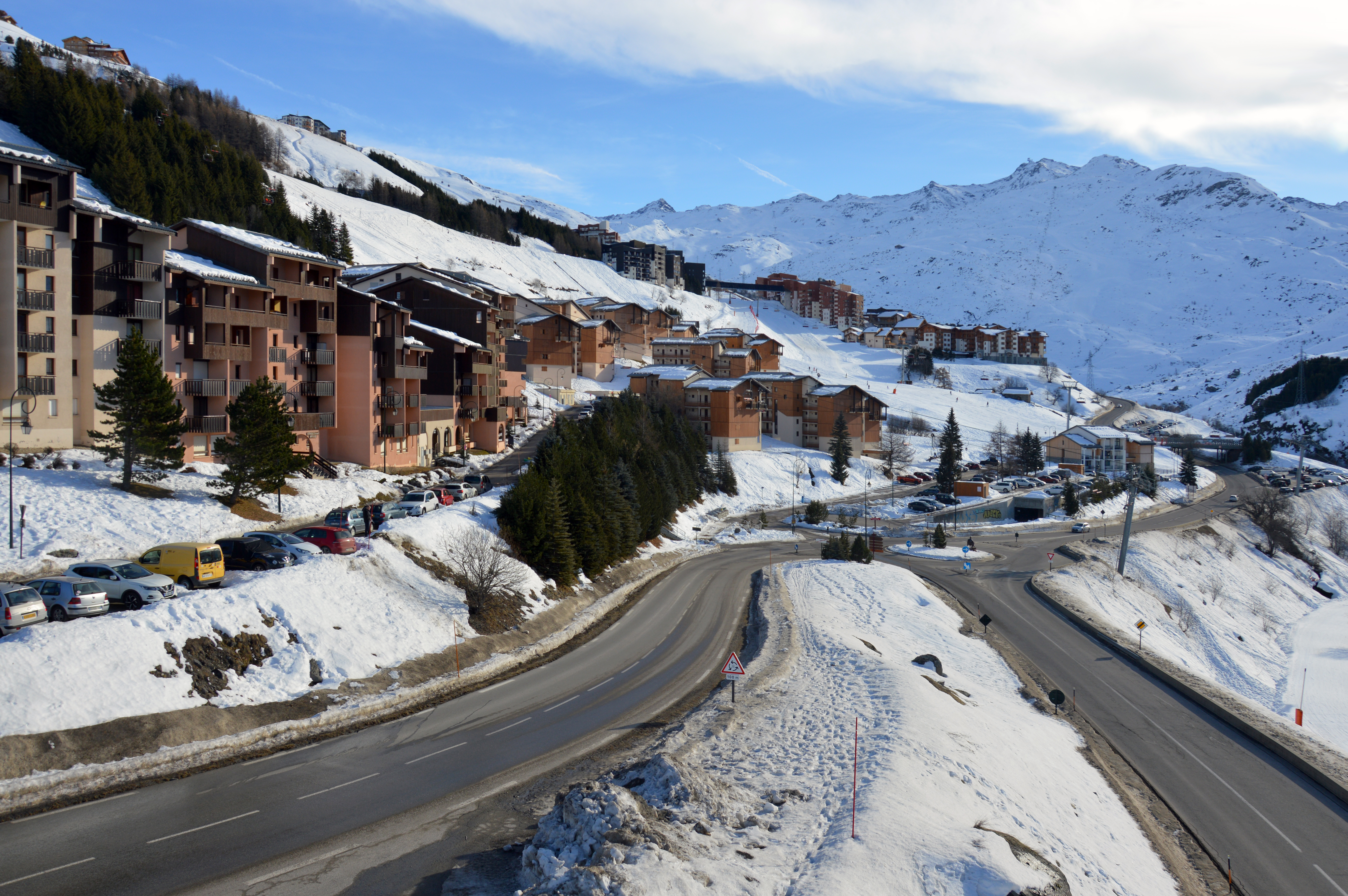
Les Fontanettes

### Hébergement et restauration

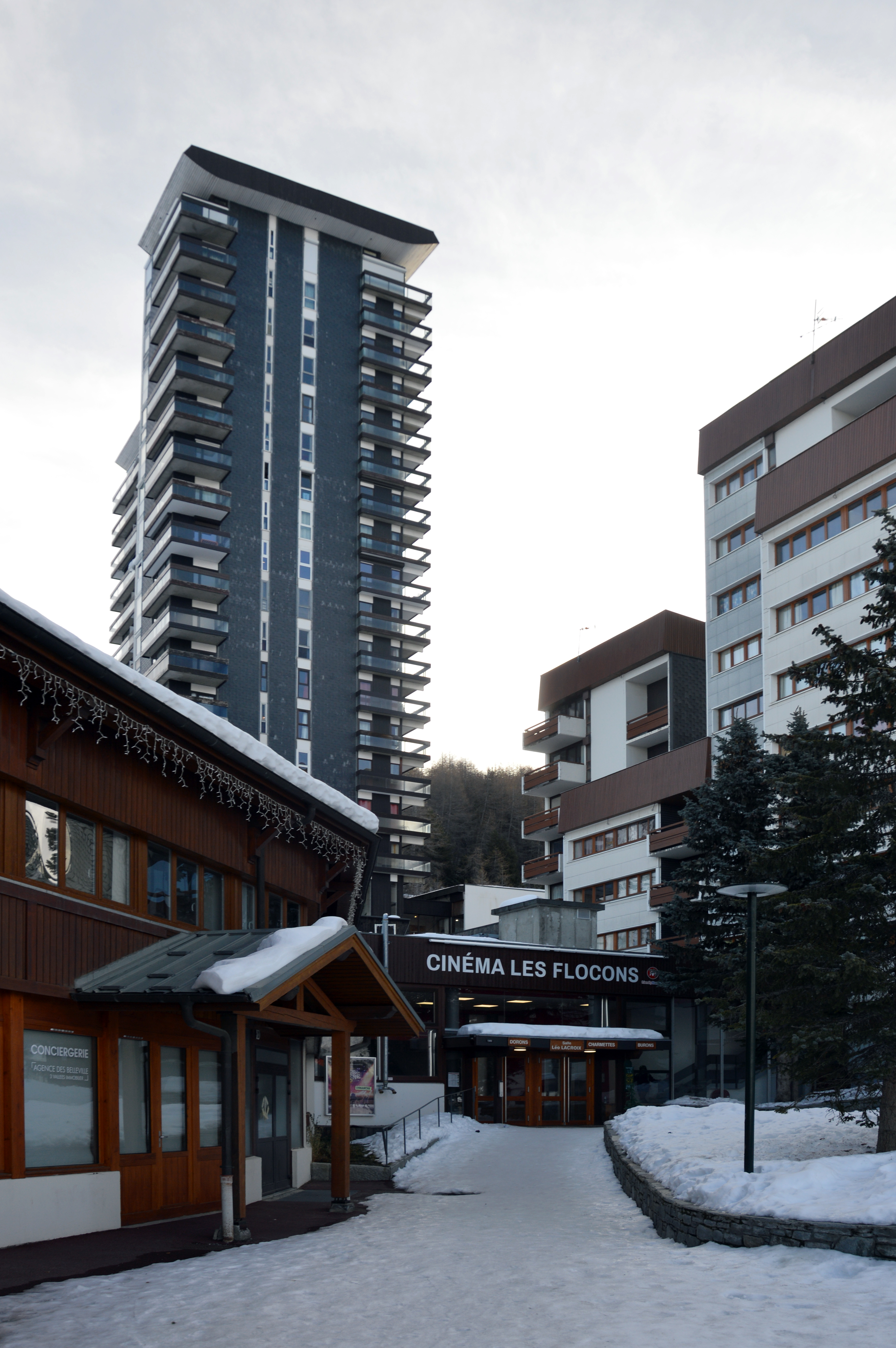
L'immeuble Les Dorons et le cinéma Les Flocons à la Croisette.

En 2014, la capacité d'accueil de la station des Menuires ainsi que de l'ancienne commune de Saint-Martin-de-Belleville, estimée par l'organisme Savoie Mont Blanc, est de 30 308 lits touristiques répartis dans 4 520 établissements. Les hébergements se répartissent comme suit : 553 meublés ; 18 résidences de tourisme ; 10 hôtels ; 2 centres ou villages de vacances/auberges de jeunesse.

## Domaine skiable

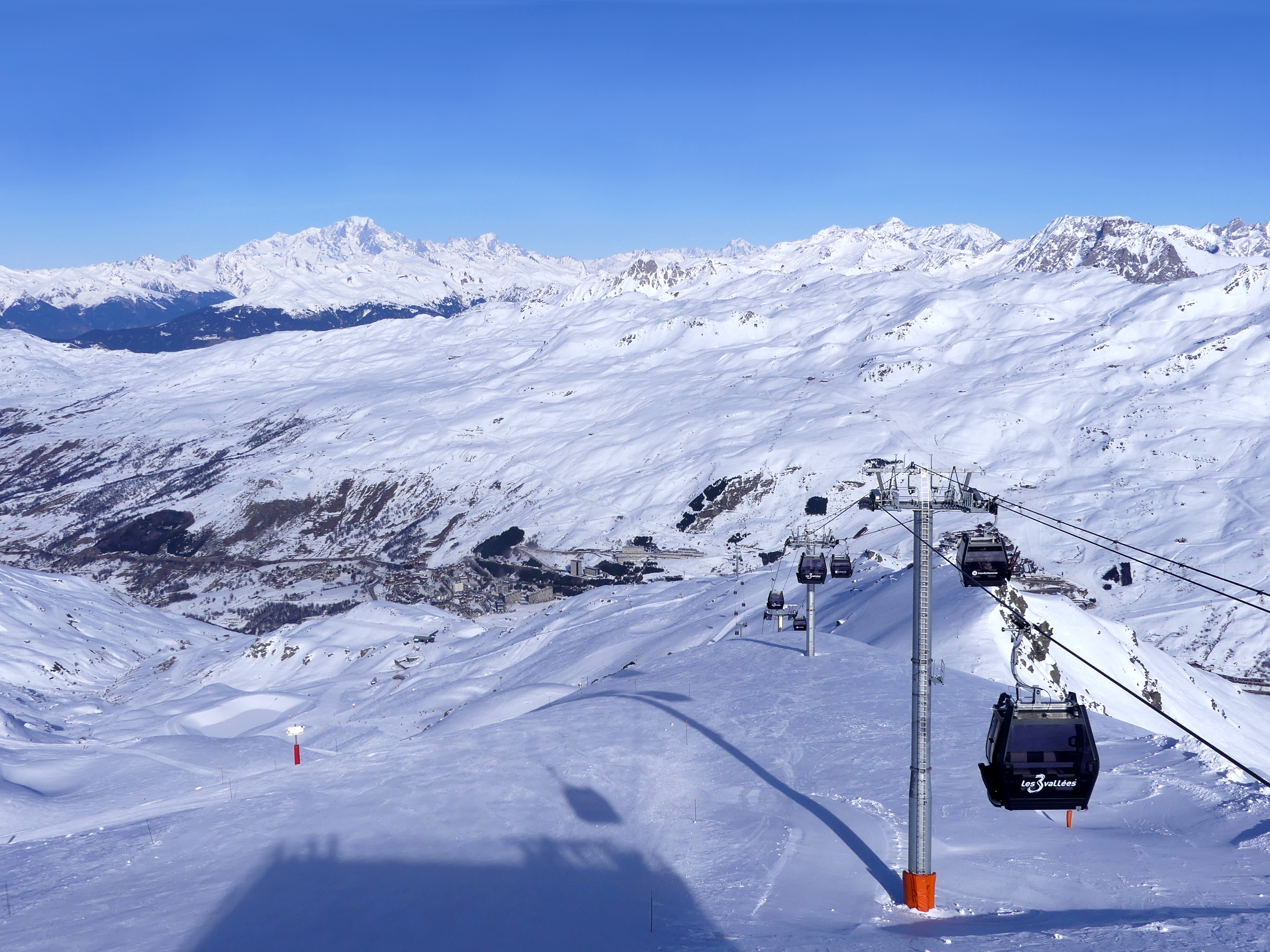
Le domaine skiable des Menuires depuis la pointe de la Masse.

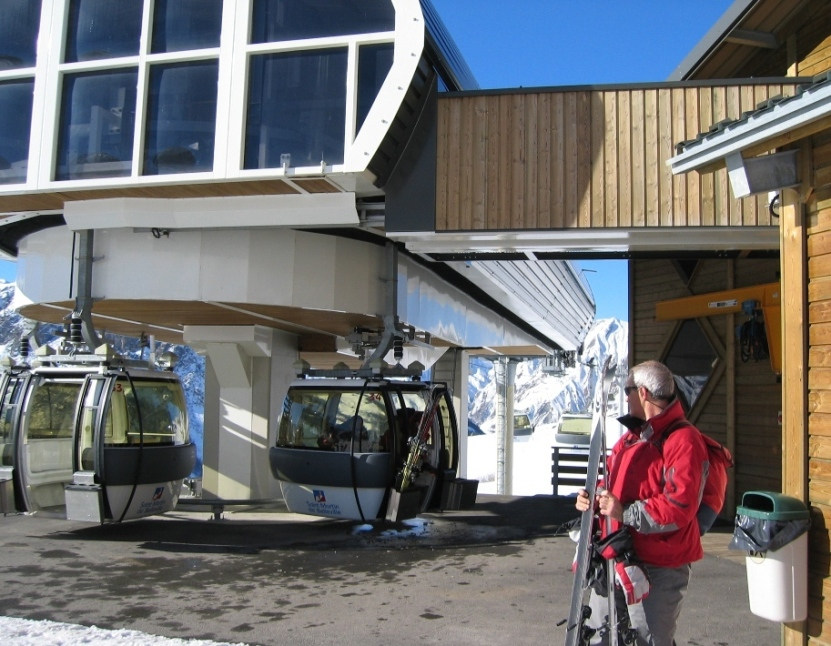
Arrivée d'une télécabine à Saint Martin de Belleville (Savoie, France).

Le domaine des Menuires et de Saint-Martin de Belleville est relié au domaine Les Trois Vallées (Meribel, Les Menuires, Val Thorens, Courchevel). Les Menuires possède une installation de neige de culture qui couvre environ 50 % du domaine skiable. Il se compose de trois secteurs, le secteur du Mont de la Chambre, le secteur de la Masse et le secteur des Grangeraies et de Saint-Martin (Roc des 3 Marches et Tougnète).